# David Lombán
David Rodríguez Lombán (Avilés, Asturias, España, 5 de junio de 1987), conocido como Lombán, es un futbolista español. Juega como defensa y actualmente se encuentra sin equipo.

## Trayectoria
Comenzó a jugar en las categorías inferiores del Club Hispano de Castrillón, en la comarca de Avilés. Pasó a integrar las categorías inferiores del Real Oviedo, donde permaneció hasta su etapa de juvenil.

### Valencia C. F.
Siendo aún juvenil llegó a la cantera del Valencia C. F., y de ahí al filial valencianista en 2005. Un año después, el entrenador Quique Sánchez Flores lo llamó para hacer la pretemporada con el primer equipo pero, durante una de las sesiones de entrenamiento de la concentración en la localidad neerlandesa de Ermelo, sufrió una grave lesión en el ligamento cruzado anterior de la rodilla izquierda. Después de seis meses de recuperación, se ganó la titularidad en el filial y el técnico Ronald Koeman lo hizo debutar en Primera División ante el F. C. Barcelona el 15 de diciembre de 2007. Cuatro días después, jugó su primer partido en la Copa del Rey ante el Real Unión Club. En la temporada 2008/09, en un encuentro entre el Valencia Mestalla y el C. E. Sabadell F. C., una nueva lesión de ligamentos, esta vez en la rodilla derecha, lo tuvo apartado medio año de los terrenos de juego.

### U. D. Salamanca
Durante la campaña 2009/10 jugó cedido en la U. D. Salamanca de Segunda División, donde llegó a participar en veintiún partidos y fue titular en diecinueve de ellos.

### Xerez C. D.
El 21 de julio de 2010 se hizo oficial su fichaje por el Xerez C. D. para las dos siguientes temporadas. Una vez finalizado su contrato, en el verano de 2012, fichó por el F. C. Barcelona "B".

### Elche C. F.
El 8 de julio de 2013 se anuncia su fichaje por el Elche C. F. por tres temporadas, rescindiendo su contrato con dicho club a finales de la temporada 2014-15, debido al descenso administrativo por impagos. Durante su estancia en el Elche anotó seis goles en dos temporadas.

### Granada C. F.
Tras unos días negociando con Quique Pina, expresidente del Granada Club de Fútbol, llegan a un acuerdo y firma por tres temporadas con el conjunto granadino. El 31 de mayo de 2017 se desvincula del Granada C. F., rescindiendo su contrato.

### S.D. Eibar
En verano de 2017, ficha por la  Sociedad Deportiva Eibar. Comienza la temporada como suplente, contando con apenas minutos a las órdenes de José Luis Mendilibar. Aun así completa la temporada participando en 13 partidos de liga y 2 de copa, logrando un meritorio 10.º puesto en Primera División. En agosto de 2018, jugador y club acuerdan rescindir el contrato.

### Málaga C.F.
El 14 de septiembre de 2018 firma un contrato por dos años con el Málaga C. F.. Tras renovar en 2020 por dos temporadas más, finalizaría su vinculación con el club malagueño en la temporada 2021-22.

## Selección nacional
Fue internacional con la selección de fútbol de España en las categorías sub-17, sub-18, sub-19 y sub-20.

## Clubes
| Club                    | País   | Año       |
| ----------------------- | ------ | --------- |
| Valencia C. F. Mestalla | España | 2005-2009 |
| U. D. Salamanca         | España | 2009-2010 |
| Xerez C. D.             | España | 2010-2012 |
| F. C. Barcelona "B"     | España | 2012-2013 |
| Elche C. F.             | España | 2013-2015 |
| Granada C. F.           | España | 2015-2017 |
| S. D. Eibar             | España | 2017-2018 |
| Málaga C. F.            | España | 2018-2022 |

## Palmarés

### Campeonatos nacionales
| Título       | Club           | País   | Año  |
| ------------ | -------------- | ------ | ---- |
| Copa del Rey | Valencia C. F. | España | 2008 |